# Punta Arena (Piura)
Punta Arena es un caserío peruano ubicado en el distrito de Tambogrande, perteneciente a la provincia y departamento de Piura, al norte del Perú. 

## Ubicación
Punta Arena se ubica al noroeste de la provincia de Piura, en el distrito de Tambogrande, en el departamento de Piura.

## Demografía
En 2017 Punta Arena tenía una población de 350 habitantes.
| Gráfica de evolución demográfica de Punta Arena entre 1993 y 2017 |
|                                                                   |
| Fuentes: Población 1993 y 2017                                    |